# Väckelsångs distrikt
Väckelsångs distrikt är ett distrikt i Tingsryds kommun och Kronobergs län. Distriktet ligger norr om Tingsryd. 

## Tidigare administrativ tillhörighet
Distriktet inrättades 2016 och utgörs av socknen Väckelsång i Tingsryds kommun.
Området motsvarar den omfattning Väckelsångs församling hade 1999/2000.